# Jessica Capshaw
Jessica Brooke Capshaw (9 de agosto de 1976) é uma atriz norte-americana, conhecida pelo seu papel de advogada Jamie Stringer na série The Practice e como cirurgiã pediátrica Dr. Arizona Robbins no drama médico Grey's Anatomy.

## Vida e Carreira
Capshaw nasceu em Columbia, Missouri, e vive atualmente em Santa Mónica, Califórnia. É filha da atriz e produtora Kate Capshaw e do diretor de marketing Robert Capshaw. É enteada do realizador Steven Spielberg.[carece de fontes?] Formou-se em Harvard-Westlake School em 1994 e Brown University em 1998, com o curso de Inglês. Só depois teve aulas de atuação no Royal Academy of Dramatic Art (RADA) em Londres. Participou do filme slasher Valentine (2001), em que protagonizou Dorothy Wheeler.
Capshaw casou com Christopher Gavigan a 22 de maio de 2004 em Nova Iorque. Em 8 de setembro de 2007, Capshaw e o marido tiveram o primeiro filho - Luke Gavigan. Em 2009, juntou-se à série Grey's Anatomy como personagem regular, reunindo-se assim com Chyler Leigh Potts e Patrick Dempsey com os quais trabalhou em The Practice. Em 20 de outubro de 2010, nasceu Eve Augusta Gavigan - segunda filha do casal, no ano de 2012 Jessica deu à luz sua terceira filha Poppy Gavigan, e em 2 de maio de 2016 deu à luz Josephine Kate Gavigan.

## Filmografia
| Ano             | Filme           | Personagem           | Notas                                                                 |
| --------------- | --------------- | -------------------- | --------------------------------------------------------------------- |
| 1997            | The Locusts     | Patsy                |                                                                       |
| 2000            | Big Time        |                      |                                                                       |
| 2001            | Valentine       | Dorothy Wheeler      |                                                                       |
| 2002            | Minority Report | Oficial Evanna       |                                                                       |
| 2002            | The Practice    | Jamie Stringer       | Personagem recorrente                                                 |
| 2005            | Into the West   | Rachel Wheeler       | Mini-serie                                                            |
| 2006            | The Groomsmen   | Jen                  |                                                                       |
| 2006            | Thick and Thin  | Mary                 |                                                                       |
| 2006            | Bones           | Rebecca 0--0         | 2 episódios                                                           |
| 2007            | The L Word      | Nadia                |                                                                       |
| 2007            | Blind Trust     | Cassie Stewart       |                                                                       |
| 2009-2018/ 2024 | Grey's Anatomy  | Dra. Arizona Robbins | Personagem regular 5ª temporada–14ª temporada Convidada temporada-20ª |
| 2010            | One Angry Juror | Sarah Walsh          |                                                                       |
| 2020            | Holidate        | Abby                 |                                                                       |
| 2021            | Dear Zoe        | Elly Gladstone       |                                                                       |